# Dušikova baza
Dušikova baza (dušična baza, nukleobaza) jest dio DNK ili RNK koji može sudjelovati u spajanju. Primarne dušikove baze jesu citozin, gvanin, adenin (ove su tri prisutne i u DNK-u i u RNK-u), timin (samo DNK) i uracil (samo RNK), a u skraćenome se obliku zapisuju C, G, A, T, i U.
Obično se jednostavno zovu baze u genetici. S obzirom na to da se A, G, C i T javljaju u DNK-u, te se molekule  zovu DNK-baze; A, G, C, i U stoga se nazivaju RNK-baze.

## Strukture
- Kostur adenina i gvanina jest purin, one su stoga purinske baze.
- Kostur citozina, uracila, i timina jest pirimidin, one su pirimidinske baze.

### Primarne baze
Ove su baze sjedinjene u rastući lanac tijekom RNK i/ili DNK sinteze.
| Dušikova baza | adenin     | gvanin     | timin     | citozin   | uracil   |
| Nukleozid     | adenozin A | gvanozin G | timidin T | citidin C | uridin U |

### Modificirane purinske baze
Ovo su primjeri modificiranoga adenozina ili gvanozina.
| Dušikova baza | Hipoksantin | Ksantin     | 7-Metilgvanin       |
| Nukleozid     | Inozin I    | Ksantozin X | 7-Metilgvanozin m7G |

### Modificirane pirimidinske baze
Ovo su primjeri modificiranih citidina, timidina ili uridina.
| Dušikova baza | 5,6-dihidrouracil | 5-metilcitozin     |
| Nukleozid     | dihidrouridin D   | 5-metilcitidin m5C |

## Vanjske poveznice
- Uparivanje baza u DNK dvostrukom heliksu